# FIBA EuroStars
FIBA EuroStars – coroczne koszykarskie spotkanie pokazowe, organizowane przez FIBA Europa w latach 1996 – 2000. Z założenia mecz ten miał być europejskim odpowiednikiem NBA All-Star Game. W spotkaniu występowali czołowi zawodnicy rozgrywek Euroligi oraz Pucharu Saporty, których wyłaniano co sezon drogą głosowania.

## 1996 FIBA EuroStars (Stambuł, Turcja)
Hala: Abdi İpekçi
Data: 30 grudnia 1996
Sezon: 1996-97
Wynik: Wschód 117 - Zachód 114

WSCHÓD: 
- David Rivers 
 (31, PG 183 cm,  Olympiacos)
- Panajotis Fasulas 
 (33, C 213 cm,  Olympiacos)
- Petar Naumoski 
 (28, PG 194 cm,  Efes Pilsen)
- Nikos Ikonomu 
 (23, PF 208 cm,  Panathinaikos)
- Siergiej Bazariewicz 
 (31, G 191 cm,  CSKA Moskwa)
- Jure Zdovc 
 (30, G 195 cm)
- İbrahim Kutluay 
 (22, SG 198 cm,  Fenerbahçe)
- Predrag Drobnjak 
 (21, PF/C 211 cm,  Partizan)
- Randy White 
 (29, PF 203 cm,  Maccabi Tel Aviv)
- Evgeni Kisurin 
 (27, PF 207 cm,  Cibona)
- Orhun Ene 
 (29, PG 188 cm,  Ülker)

ZACHÓD:
- Zoran Savić 
 (30, PF/C 208 cm,  Kinder Bolonia)
- Carlton Myers 
 (25, SG 192 cm,  Teamsystem Bolonia)
- Željko Rebrača 
 (24, C 213 cm,  Benetton Treviso)
- Conrad McRae 
 (25, PF/C 211 cm,  Teamsystem Bolonia)
- Walter Magnifico 
 (35, C 209 cm,  Kinder Bolonia)
- Saša Obradović 
 (27, PG 196 cm,  ALBA Berlin)
- Marko Milič 
 (19, G/F 201 cm,  Union Olimpija)
- Delaney Rudd 
 (34, PG 188 cm,  ASVEL)
- Yann Bonato 
 (24, F 201 cm,  Limoges)
- Henning Harnisch 
 (28, F 203 cm,  ALBA Berlin)
- Ronny Bayer 
 (30, PG 186 cm,  Sunair Oostende)

MVP: David Rivers
Zwycięzca konkursu rzutów za 3: Delaney Rudd (pokonany w finale – Wasilij Karasiow)
Czołowi strzelcy: Zoran Savić (30 punktów), Nikos Ikonomu (25 punktów)
(Richard Dacoury, Dragan Tarlać, Antoine Rigaudeau i Jorgos Sigalas zostali zaproszeni, ale nie wystąpili)

## 1997 FIBA EuroStars (Tel Awiw, Izrael)
Hala: Yad Eliyahu
Data: 30 grudnia 1997
Sezon: 1997-98
Wynik: Wschód 129 - Zachód 107
WSCHÓD skład: Dino Rađa, Byron Scott, Artūras Karnišovas, Petar Naumoski, Siergiej Bazariewicz, Oded Kattash, Damir Mulaomerović, Rashard Griffith, Nikos Ikonomu, Predrag Drobnjak, Gintaras Einikis, Nadav Henefeld
ZACHÓD skład: Predrag Danilović, David Rivers, Antoine Rigaudeau, Zoran Savić, Aleksandar Đorđević, Gregor Fučka, Željko Rebrača, Wasilij Karasiow, Wendell Alexis, Alberto Herreros, Wladimer Stepania
MVP: Artūras Karnišovas
Zwycięzca konkursu rzutów za 3: Aleksandar Đorđević
Czołowi strzelcy: Aleksandar Đorđević (23 punkty), Artūras Karnišovas (19 punktów)
(Dejan Bodiroga został zaproszony, ale nie wystąpił)

## 1998 FIBA EuroStars (Berlin, Niemcy)
Hala: Max Schmeling
Data: 29 grudnia 1998
Sezon: 1998-99
Wynik: Wschód 104 - Zachód 98
WSCHÓD skład: Dejan Bodiroga, Dino Rađa, David Rivers, Petar Naumoski, Doron Sheffer, Conrad McRae, İbrahim Kutluay, Marko Milič, Nikos Ikonomu, Dragan Tarlać, Saulius Štombergas, Wasilij Karasiow
ZACHÓD skład: Predrag Danilović, Artūras Karnišovas, Antoine Rigaudeau, Željko Rebrača, Carlton Myers, Radoslav Nesterović, Wendell Alexis, Alberto Herreros, Andrea Meneghin, Henrik Rödl, Éric Struelens
MVP: Carlton Myers
Zwycięzca konkursu rzutów za 3: Carlton Myers (pokonany w finale – Petar Naumoski)
Czołowi strzelcy: Carlton Myers (20 punktów), Predrag Danilović (19 punktów)
(Tanoka Beard został zaproszony, ale nie wystąpił)

## 1999 FIBA EuroStars (Moskwa, Rosja)
Hala: Olimpijskij
Data: 28 grudnia 1999
Sezon: 1999-00
Wynik: Wschód 112 - Zachód 107
WSCHÓD skład: David Rivers, Dejan Bodiroga, Andriej Kirilenko, İbrahim Kutluay, Oded Kattash, Anthony Bowie, Dragan Tarlać, Jiří Zídek Jr., Wasilij Karasiow, Igor Kudelin
ZACHÓD skład: Tyus Edney, Artūras Karnišovas, Stojan Vranković, Gregor Fučka, Nikos Ikonomu, Marko Milič, Jim Bilba, Andrea Meneghin, Tanoka Beard, Alessandro Abbio
Game MVP: Tyus Edney
Zwycięzca konkursu rzutów za 3: İbrahim Kutluay
Czołowi strzelcy: Artūras Karnišovas (29 punktów), Wasilij Karasiow (20 punktów)
(Željko Rebrača, Dino Rađa, Carlton Myers i Antoine Rigaudeau zostali zaproszeni, ale nie wystąpili)